# Mateu Guimerà d'Agrigent
Mateu Guimerà (Agrigent, Sicília, ca. 1377 - Palerm, 7 de gener de 1450) va ser un frare franciscà, un dels principals impulsors de la reforma dels franciscans observants i bisbe d'Agrigent. És venerat com a beat per l'Església catòlica. El seu nom s'ha donat de diverses maneres, degut a males transcripcions: sovint se cita com a Matteo Gallo, Gimarra o Gimena.

## Vida
Va néixer entre 1376 i 1377 a Girgenti, avui Agrigent, al regne de Sicília, llavors part de la Corona d'Aragó. Els seus pares eren, segons alguns autors, de València i el van educar cristianament. Molt jove, cap al 1391, va vestir l'hàbit dels franciscans conventuals a San Francesco d'Agrigent, on va fer la professió solemne el 1394.

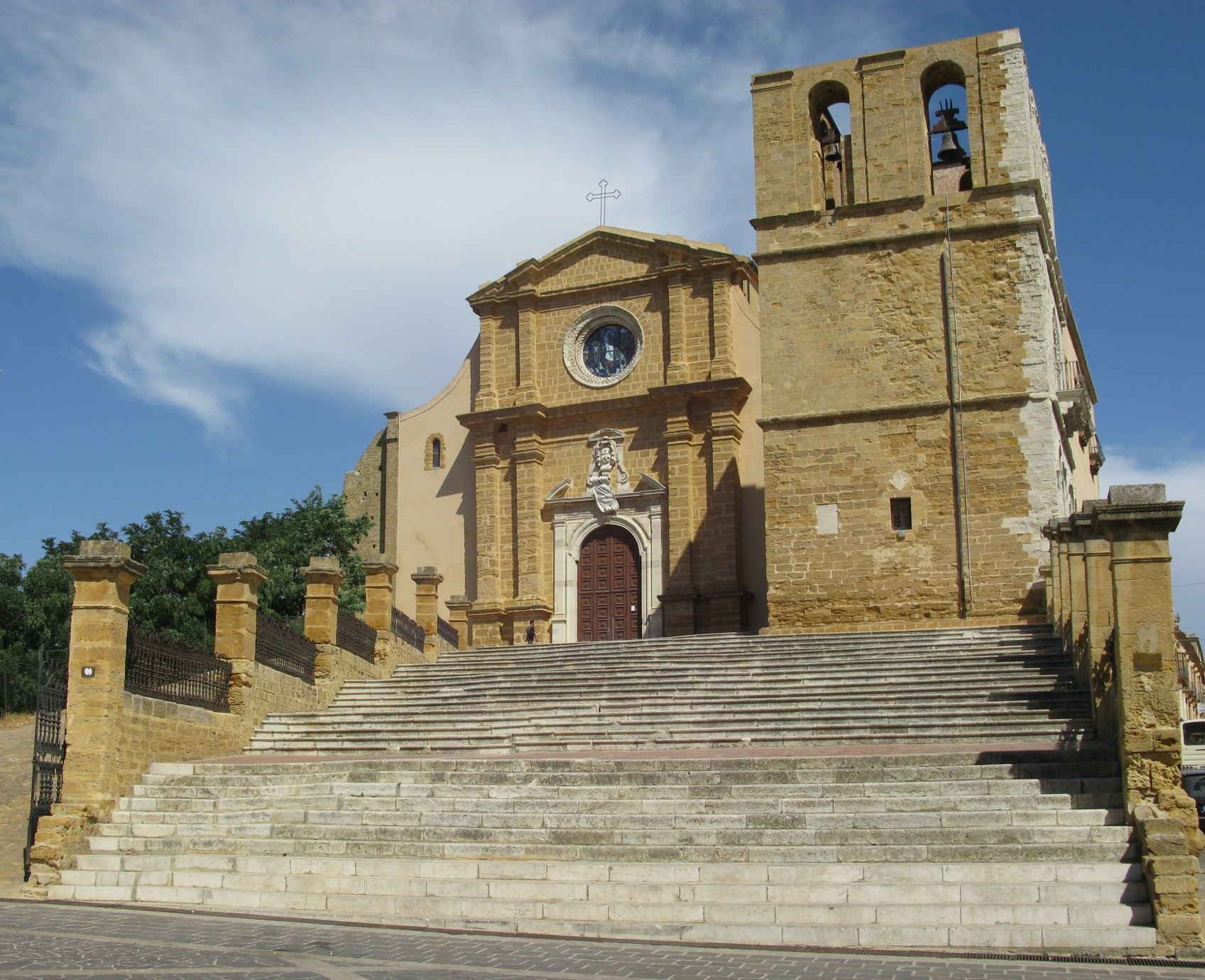
Catedral d'Agrigent, on va ser bisbe el beat Mateu.

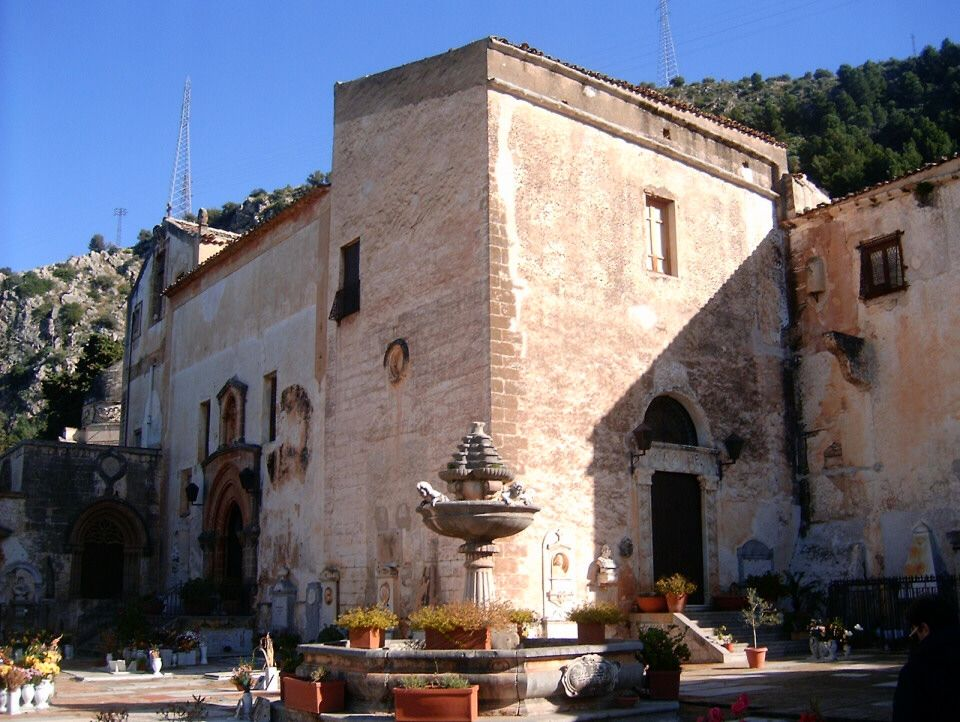
Convent de S. Maria de Jesús de Palerm, fundat pel beat i on va morir i fou enterrat.

Els superiors el van enviar a estudiar a Bolonya i Barcelona, als convents que hi havia de l'orde, que oferien ensenyament superior. A Barcelona va rebre el títol de magister i l'ordenació com a sacerdot, en 1400, i va predicar a Tarragona i altres poblacions.
Entre 1505 i 1416 va ésser a Pàdua, al convent de Sant'Antonio dei Conventuali, on va ser mestre de novicis. Va tornar llavors a la Corona d'Aragó, on fou fins al 1417. Va comptar amb l'amistat i protecció del rei Alfons el Magnànim i la seva esposa Maria de Castella. En tornar a Itàlia, va conèixer sant Bernardí de Siena que liderava el moviment de reforma observant de l'orde franciscà que donà lloc als franciscans observants. Es van trobar el 1418, potser al capítol general de l'orde a Màntua i Mateu va demanar poc després permís als seus superiors per passar a la branca observant de l'orde.
L'amistat de Bernardí de Siena va marcar la vida posterior de Mateu Guimèra: van ser companys de predicació i compartien l'afany de reforma. Tots dos van predicar incansablement i van portar una vida austera, d'acord amb l'esperit de la regla franciscana. Igualment, tots dos van fomentar la devoció al Nom de Jesús: en el cas de Mateu, unit al nom de Maria, la mare de Déu; per això, molts dels convents que va fundar a Itàlia i terres espanyoles porten el nom de Santa Maria de Jesús.
Va comptar, per a l'expansió de la reforma observant, amb el suport d'Alfons el Magnànim i del papa Eugeni IV. En 1425, el papa Martí V li concedí la facultat de fundar convents observants, a més dels que ja havia reformat: Messina, Palerm, Agrigent, Siracusa, Barcelona, València, etc. A més, va ser vicari provincial de l'orde a Sicília entre 1425 i 1430, i comissari general de 1432 a 1440.
Convidat pels reis, en 1427-1428 va predicar a València, Barcelona, Vic i altres indrets. Novament convidat, tornà en 1430 a predicar i fer missions de pacificació, difonent la devoció al Nom de Jesús i fundant nous convents observants. Va ser elegit bisbe de la seva ciutat natal, Agrigento; va voler refusar-ho, però davant la insistència del rei Alfons va ser nomenat bisbe el 17 de setembre de 1442 i consagrat l'any següent.
Va ésser un bisbe reformista i zelós de la disciplina eclesiàstica del clergat, la qual cosa l'enfrontà a un sector dels clergues i la noblesa, que van calumniar-lo (el van acusar de malbaratar els béns de l'Església fent caritat als pobres i de tenir relacions amb una dona) i van aconseguir que la Santa Seu li demanés explicacions per la seva conducta. Processat per la cúria pontifícia, va ésser trobat innocent i va ésser absolt, reprenent la confiança del papa. Novament, però, els seus enemics van provocar nous conflictes i Mateu, pensant que era incapaç de mantenir l'ordre, va demanar la renúncia al càrrec.
Acceptada en 1445, es va retirar al convent de Palerm, on va viure com un frare més fins que morí el 7 de gener de 1450.

## Veneració
De ben aviat, el poble el va considerar sant i començà a venerar-lo. El 1759 s'inicia el procés diocesà de beatificació, que va portar a la confirmació del culte immemorial, equivalent a la beatificació i a l'aprovació del seu culte, per Climent XIII el 22 de febrer de 1767.
Es conserva prop d'un centenar de sermons de Mateu Guimèra, que es van trobar durant el segle XX i només a partir de 1960 van començar a publicar-se per Agostino Amore. Escrits en llatí i llengua vulgar, comenten textos bíblics amb gran profunditat teològica.